# Kostel Navštívení Panny Marie (Hluboké Mašůvky)
Kostel Navštívení Panny Marie je římskokatolický chrám v obci Hluboké Mašůvky v okrese Znojmo. Je chráněn jako kulturní památka České republiky. Jde o farní kostel farnosti Hluboké Mašůvky.

## Historie

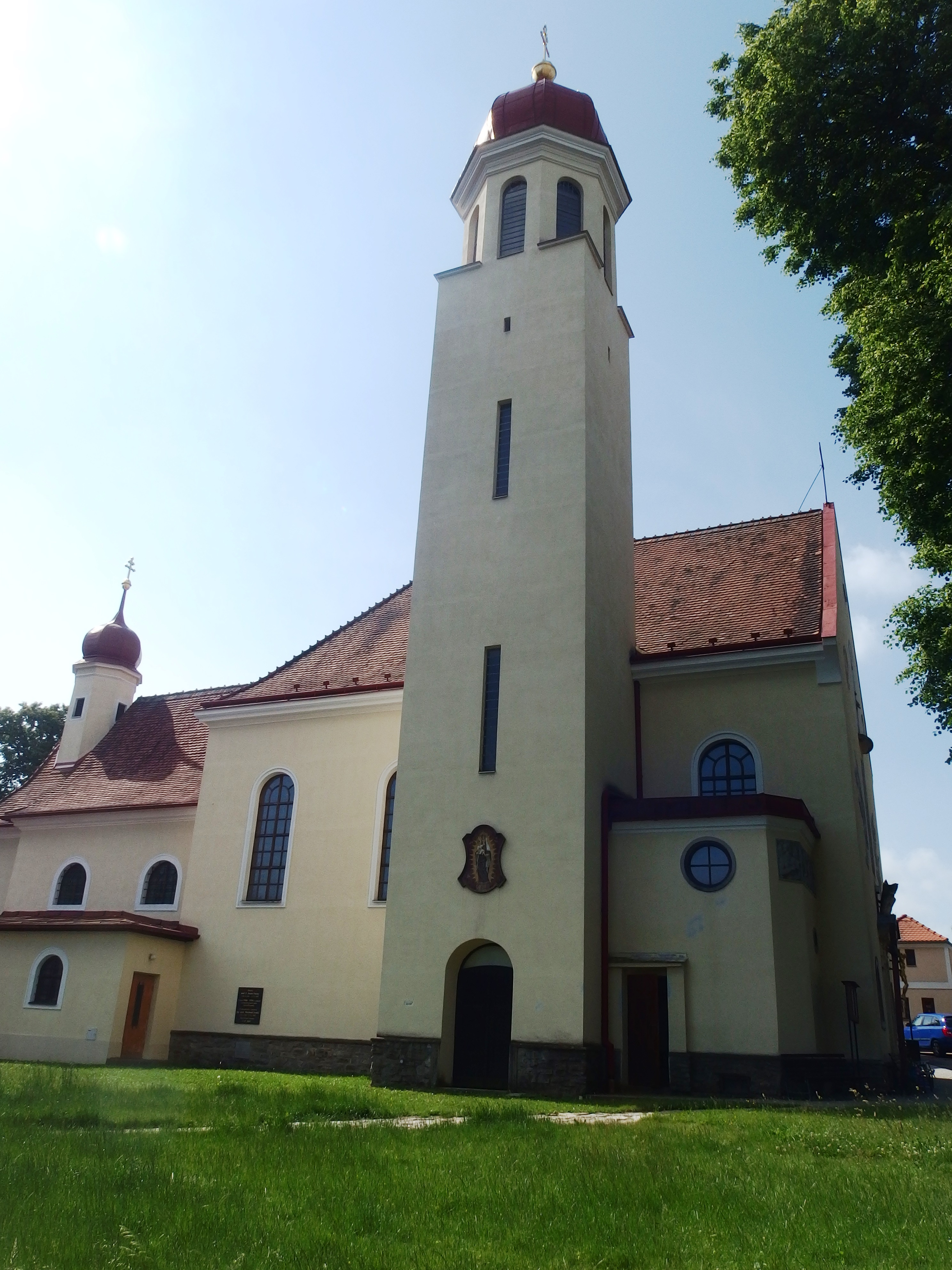
Pohled na kostel zboku

Původní kamenná kaple byla vystavěna po roce 1680 u vodního pramene (pětiboké kněžiště a krátká loď obdélníkového půdorysu) na místě původní dřevěné kaple stojící už před r.1618. V letech 1948-1950 byla zvětšena přístavbou lodi s hranolovou věží - podle projektu Theobalda Krátkého. V kostele hrál po 45 let na varhany František Bauer-Martinkovský.

## Popis
Do nového západního průčelí byl vsazen původní raně barokní portál. V nice nad ním je umístěna moderní skulptura Krista od Jana Tomáše Fischera. Nad kazatelnou v nároží lodi se nacházejí reliéfní symboly čtyř evangelistů od téhož autora. Mozaika na průčelí kostela z roku 1988 je dílem Pavla Šlegla a Petra Štěpána. V roce 2011 bylo průčelí doplněno o symboly noci a dne od malíře Milivoje Husáka. Výška kostela je asi 30 metrů.